# Gran Sejm

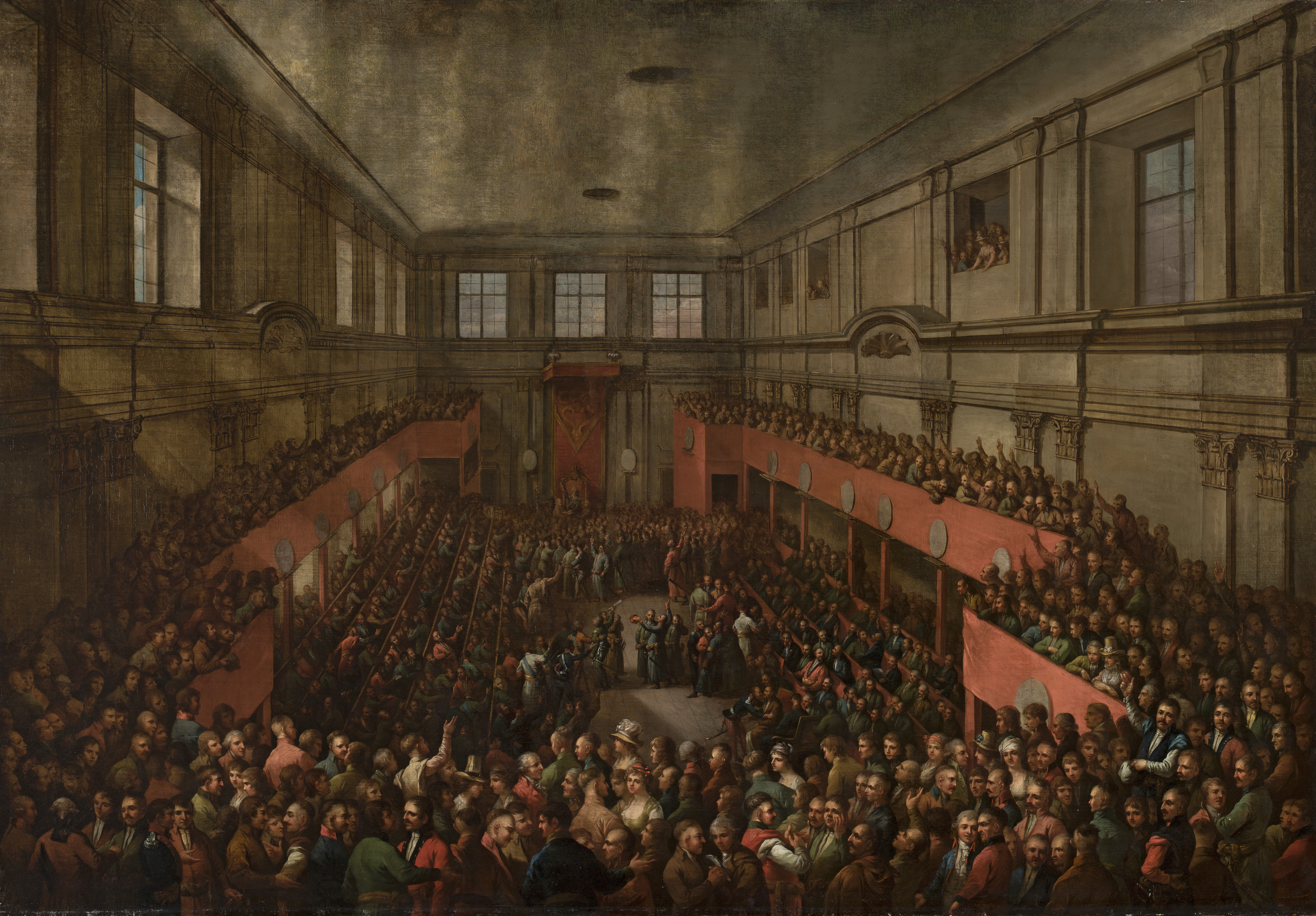
Cuadro del Castillo Real de Varsovia donde se muestra el Gran Sejm (1788-92) y la elaboración de la Constitución del 3 de mayo.

El Gran Sejm, también conocido como el Sejm de los Cuatro Años (en polaco: Sejm Wielki; en lituano: 'Didysis seimas' o 'Ketverių metų seimas') fue el Sejm de la República de las Dos Naciones transcurrido en Varsovia entre 1788 y 1792. El objetivo principal era reformar y restablecer la soberanía política y económica del país.
El gran logro del Sejm fue la elaboración de la Constitución del 3 de mayo de 1791, a menudo descrita como la primera constitución de Europa y la segunda del mundo después de la Constitución de los Estados Unidos. La Constitución polaca se diseñó para corregir los defectos políticos de la Mancomunidad polaco-lituana y su sistema de złota wolność. La Constitución introdujo la igualdad política entre el campesinado y la nobleza, colocando a los campesinos bajo la protección del gobierno, y de esa forma poder mitigar los abusos de la Szlachta sobre la servidumbre. La Constitución también derogó las instituciones parlamentarias perniciosas como el Liberum veto, que siglos atrás había hecho que el Sejm estuviera a merced de que cualquier diputado que fuera sobornado por una potencia extranjera o intereses internos del país con el fin de deshacer legislaciones. La Constitución trató de suplantar la anarquía existente fomentada por algunos de los magnates reaccionarios del país por una monarquía constitucional más igualitaria y democrática.
Las reformas instituidas por el Gran Sejm y la Constitución del 3 de mayo fueron desechadas por la Confederación de Targowica y condujo a la intervención del Imperio Ruso por parte de la Confederación, provocando una guerra ruso-polaca en 1792.

## Origen

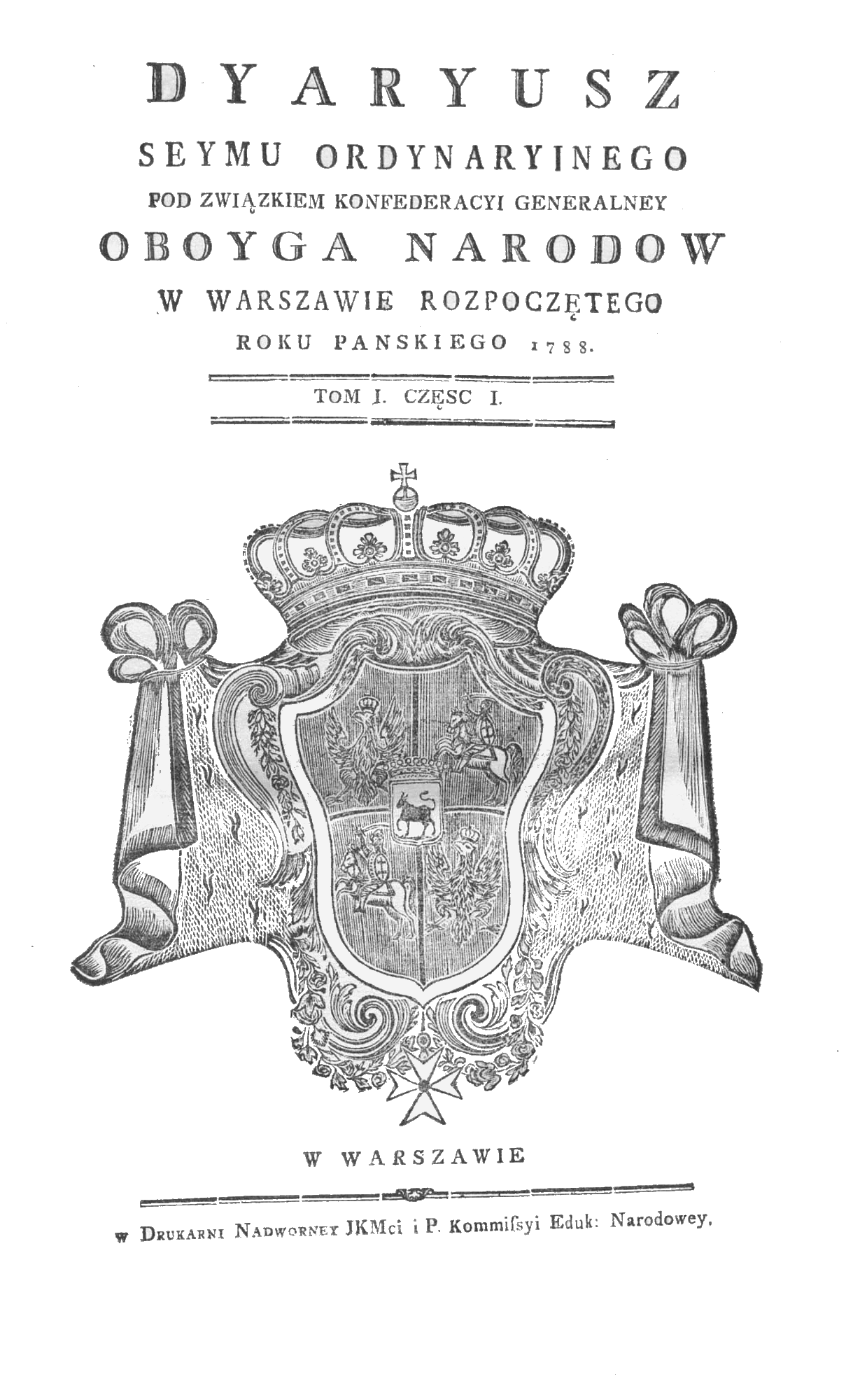
Diario oficial de Gran Sejm.

Las reformas del Gran Sejm respondieron a la situación cada vez más peligrosa que vivía la Mancomunidad de Polonia-Lituania; tan solo un siglo antes era una de las grandes potencias europeas y de hecho era el estado más grande en el continente. En el siglo XVIII, el gobierno pasó a ser cada vez más disfuncional, estando al borde del colapso y dando origen al término "anarquía polaca". El país fue gestionado por las asambleas provinciales y magnates. Muchos historiadores sostienen que una de las principales causas de la caída de la Mancomunidad fue la institución del liberum veto que desde 1652 permitía que cualquier diputado del Sejm anulara toda la legislación que había sido adoptada por dicho Sejm. A principios del siglo XVIII, los nobles de Polonia y Lituania controlaban el estado; o mejor dicho, se las arreglaron para asegurarse de que ninguna reforma debilitara su privilegiada posición. Ni los monarcas ineficientes elegidos a comienzo del siglo XIX ni los países vecinos, satisfechos con el estado de deterioro de la república y que apoyaban la idea de la desaparición de una potencia emergente cerca de sus fronteras, se molestaron en ayudar a la República de las Dos Naciones a salir adelante.
El movimiento cultural de la Ilustración europea había ganado gran influencia en ciertos círculos de la Mancomunidad durante el reinado de su último rey, Estanislao II Poniatowski. En 1772, año en el que tuvo lugar la primera partición de Polonia, la primera de las tres sucesivas particiones del territorio que finalmente eliminó a Polonia del mapa de Europa en el siglo XVIII, conmocionó a los habitantes de la Commonwealth, dejando claro la necesidad de una reforma inmediatamente antes de que el país quedara dividido entre Prusia, Austria-Hungría y Rusia. En las tres décadas previas al Gran Sejm, hubo un creciente interés entre los pensadores polacos de una reforma constitucional. Incluso antes de la primera partición, un noble polaco de la Confederación de Bar, Michał Wielhorski, fue enviado a Francia para hablar con los filósofos Gabriel Bonnot de Mably y Jean-Jacques Rousseau y de esa forma estos ofrecieran sugerencias para una nueva constitución para una nueva Polonia. Mably había presentado sus recomendaciones en su obra El Gobierno y las leyes de Polonia, publicada entre 1770 y 1771; mientras que Rousseau terminaría al año siguiente su Consideraciones sobre el Gobierno de Polonia en 1772, cuando la primera partición ya estaba en marcha. Algunas soluciones específicas fueron publicadas por ciertos pensadores polaco-lituanos, entre ellos:
- Stanisław Konarski, fundador del Collegium Nobilium (La efectiva conducta en Debates ordinarios del Sejm, 1761-1763).
- Józef Wybicki, compositor del Himno Nacional de Polonia (Pensamientos Políticos de las Libertades Civiles, 1775 y Cartas Patrióticas, 1778-1778).
- Hugo Kołłątaj, director del Partido Kołłątaj (Cartas Anónimas para Stanisław Małachowski, 1788-1789 y La Ley Política de la Nación Polaca, 1790).
- Stanisław Staszic, fundador de la Sociedad Amigos del Aprendizaje (Declaraciones sobre la vida de Jan Zamoyski, 1787).
- Ignacy Krasicki, autor de varias obras ilustradas (Sátiras, 1778).